# La Haye-de-Routot
La Haye-de-Routot is een gemeente in het Franse departement Eure (regio Normandië) en telt 293 inwoners (2014). De plaats maakt deel uit van het arrondissement Bernay.

## Geografie
De oppervlakte van La Haye-de-Routot bedraagt 2,5 km², de bevolkingsdichtheid is 102,4 inwoners per km².
De onderstaande kaart toont de ligging van La Haye-de-Routot met de belangrijkste infrastructuur en aangrenzende gemeenten.

## Demografie
Onderstaande figuur toont het verloop van het inwonertal (bron: INSEE-tellingen).